# Gaijin – Os Caminhos da Liberdade
Gaijin – Os Caminhos da Liberdade és una pel·lícula dramàtica brasilera del 1980, pel·lícula debut de la directora Tizuka Yamasaki.
La pel·lícula està basada en fets reals de la història de la immigrants japonesos que van arribar al Brasil a la recerca de millors oportunitats. La seva seqüela, Gaijin - Ama-me como Sou, va ser llançat el 2 de setembre de 2005.

## Argument
Japó, 1908. Motivats per la pobresa del país i les poques perspectives laborals, molts japonesos han emigrat a la recerca d'oportunitats. Com que l'empresa d'emigració només acceptava grups familiars que tenien almenys una parella, Yamada (Jiro Kawarazaki) i Kobayashi (Keniti Kaneko) que eren germans, veuen com a solució que Yamada es casi amb Titoe (Kyoko Tsukamoto), que només tenia 16 anys. Yamada i Titoe s'acabaven de conèixer i, juntament amb un cosí, marxen cap al Brasil. Després de 52 dies de viatge finalment arriben al Brasil on treballaran a la granja Santa Rosa, a São Paulo, on l'expansió del cafè era intensa. Però ensopeguen amb un capatàs que tracta els colons amb hostilitat, exigint-los que treballin fins a l'esgotament. A més, els seus salaris són robats pels propietaris de la finca, només són tractats amb respecte per altres pobladors i per Tonho (Antônio Fagundes), el comptable de la finca.

## Repartiment
- Kyoko Tsukamoto com a Titoe
- Antônio Fagundes com a Tonho
- Jiro Kawarazaki com a Yamada
- Keniti Kaneko com a Kobayashi
- Gianfrancesco Guarnieri com a Enrico
- Álvaro Freire com a Chico Santos
- Louise Cardoso com Angelina
- José Dumont com a Ceará
- Yuriko Oguri com a Sra. Nakano
- Clarisse Abujamra com a Felicia
- Carlos Augusto Strazzer com el Dr. Heitor
- Dorothy Leirner com a Grazziela
- Maiku Kozonoi com Keniti Nakano

## Premis
33è Festival Internacional de Cinema de Canes 1980 (França)
- Va rebre el Premi FISPRECI - Menció Especial.

Festival de Gramado 1980 (Brasil)
- Guanya en les categories de Millor pel·lícula, Millor actor secundari (José Dumont), Millor banda sonora, Millor guió i Millor disseny de producció.

Festival de l'Havana 1980 (Cuba)
- Guanya en la categoria de millor pel·lícula.

Festival de Nova Delhi
- Guanya n la categoria de millor pel·lícula.

Conferència Nacional de Bisbes del Brasil 1980 (Brasil)
- Va rebre el Trofeu Margarida de Plata.

Festival d'Honolulú
- Ha rebut una menció especial.